# Lymeon bicinctus
Lymeon bicinctus là một loài tò vò trong họ Ichneumonidae.